# دونالد أغو
دونالد أغو (بالإنجليزية: Donald Agu)‏ هو لاعب كرة قدم نيجيري في مركز الدفاع، ولد في 12 ديسمبر 1975 في نيجيريا. لعب مع آينتراخت فرانكفورت وإينوغو رينجرز ونادي آوغسبورغ ونادي أوبليتش ونادي ساليرنيتانا.

## وصلات خارجية
- دونالد أغو على موقع قاعدة بيانات كرة القدم.إي يو (الإنجليزية)
- دونالد أغو على موقع بيانات كرة القدم. دي إي (الألمانية)
- دونالد أغو على موقع عالم كرة القدم.نت (الإنجليزية)